# Oxypetalum foliosum
Oxypetalum foliosum é um gênero de plantas com flores. Foi descrito pela primeira vez por Carl Friedrich Philipp von Martius. Oxypetalum foliosum pertence ao gênero Oxypetalum e à família Apocynaceae.
Este tipo de planta pode ser encontrado em:
- centro-oeste e sudeste e sul do Brasil
  - Goiás
  - Minas Gerais
  - São Paulo
  - Rio de Janeiro
  - Paraná
  - Santa Catarina[1]

## Morfologia
Planta ereta, com 30-75 cm de altura, encontrada em campos e cerrados a altitudes de 1100-1500 m. Flores amareladas ou amarelo-esverdeadas, ocasionalmente alvescentes, com pétalas internas marcadas por estrias vinosas. Ramos vilosos, folhas ovadas ou lanceoladas, com base cordada. Inflorescências subaxilares alternas, do tipo cimeira corimbiforme. Sépalas apresentam 1 a muitos coléteres adaxiais. Corola campanulada com lobos internos glabros; lobos da corona inteiros, oblongo-espatulados, com apêndices carnosos adaxiais. Altura dos lobos da corona maior que as anteras. Retináculos não laminares, maiores que os polínios, com caudículas oblíquo-descendentes e dente lateral incluso. Apêndice estilar inteiro.